# Iglesia de San Pedro el Grande (Cervera)
La iglesia de San Pedro el Grande está situada en las afueras de Cervera (provincia de Lérida) España, al sudoeste, en una ligera elevación del terreno, en la confluencia del Torrent Salat con el río de Ondara.

## La iglesia
Fue construida en el siglo XI y destaca por el hecho de ser la iglesia románica ubicada más al oeste de todas las construidas durante este periodo. Se tiene conocimiento documental de ella desde 1079. Fue adscrita primero al monasterio de Sant Pere de Rodas y posteriormente al monasterio de Santa María de Ripoll, que estableció un priorato benedictino. Su decadencia ya era un hecho en el siglo XIV cuando se convirtió en ermita.
Desde 1936 es propiedad del Patronato del Archivo Histórico de Cervera, que la restauró en el año 1960.
La iglesia de Sant Pere el Gros es de estilo románico, de una nave de planta circular deformada y cubierta con cúpula de piedra, a la que se adosa un ábside semicircular también cubierto con bóveda de cuarto de esfera, encima de la cual hay un tejado de losas de piedra. En el muro interior de la nave circular se abren seis altos nichos o largas hornacinas hasta el suelo, en uno de los cuales se ubica la escalera. Destacan las lesenas del ábside y la cuidada sillería de toda la construcción con un zócalo perimetral. Del resto de la construcción del priorato no quedan más vestigios.
La originalidad de la iglesia de Sant Pere el Gros radica tanto en su tipología de planta circular como en sus medidas ya que, junto con la de Sant Esteve de Sellent o la del Sepulcre de Olèrdola, es una de las más grandes existentes en Cataluña.
Actualmente se han encontrado restos de un antiguo monasterio y elementos de la Edad de los Metales.